# 阿約魯
阿約魯是尼日爾西部的城鎮，由蒂拉貝里大區負責管轄，位於首都尼亞美西北208公里，毗鄰與馬里接壤的邊界，野生動物有河馬和鳥類。
14°44′N 0°55′E / 14.733°N 0.917°E